# Даванкова, Василиса Александровна
Васили́са Алекса́ндровна Даванко́ва (род. 2 мая 1998, Москва) — российский видеоблогер и фигуристка, выступавшая в парном катании и танцах на льду. Бронзовый призёр чемпионата мира среди юниоров (2012), чемпионка России среди юниоров (2012), призёр Кубка России (2015, 2017).

## Карьера

### В парном катании
Начала заниматься одиночным катанием в клубе «Динамо» у Алексея Рябова и Екатерины Бандуриной. В 2010 году перешла в парное катание — в СДЮСШОР № 37 в группу Сергея Доброскокова.
В сезоне 2010/11 выступала вместе с Семёном Казанцевым, с которым завоевала серебро на Мемориале Н. А. Панина 2010 в разряде Кандидатов в мастера спорта.
С лета 2011 года по апрель 2014 года каталась в паре с Андреем Депутатом. Вместе стали чемпионами России среди юниоров и бронзовыми призёрами чемпионата мира среди юниоров.
В апреле 2014 года стало известно, что Даванкова встанет в пару с Александром Энбертом. Дебют пары состоялся в Канаде на турнире Autumn Classic International, где фигуристы финишировали в шестёрке. На российском чемпионате в конце 2014 года пара оказалась на 6-м месте. Однако весной 2015 года пара распалась, и Василиса осталась без партнёра.

### В танцах на льду
Через год она образовала пару с Антоном Шибневым в танцах на льду. Пара занималась у Николая Морозова. На дебютном чемпионате России в Челябинске пара заняла седьмое место. В феврале 2017 года отправились на зимнюю Универсиаду, где выступили совсем неплохо и заняли пятое место. Затем танцоры представили программы в Финале Кубка России, завоевав бронзовые награды. Летом 2017 года пара прекратила своё существование.

## YouTube
Василиса имеет собственный YouTube-канал с 2017 года, а также аккаунт в Инстаграм. Называет себя «самым бесстрашным блогером русского Ютуба». Ролики этой известной фигуристки выходят регулярно и на её канале, и на канале других известных блогеров (Алексея Столярова, Маши Маевой и так далее). Даванкова имеет большую аудиторию подписчиков и называет их своей семьёй.
Основная тема канала — челленджи, развлекательный контент.

## Программы
(с Андреем Депутатом)
| Сезон     | Короткая программа                                               | Произвольная программа                                               | Показательные выступления                         |
| --------- | ---------------------------------------------------------------- | -------------------------------------------------------------------- | ------------------------------------------------- |
| 2013—2014 | - Саундтрек к фильму «Крёстный отец» в исполнении Эдвина Мартона | - «Нотр-Дам де Пари» Риккардо Коччанте                               | - «Don’t You Remember» Адель                      |
| 2012—2013 | - Саундтрек к фильму «Крёстный отец» в исполнении Эдвина Мартона | - Саундтрек к фильму «Однажды в Мексике» Эннио Морриконе             | - «Something’s Got a Hold On Me» Кристина Агилера |
| 2011—2012 | - «Фламенко» Дидюля                                              | - Саундтрек к фильму «Ромео и Джульетта» в исполнении Эдвина Мартона | - «Ai Se Eu Te Pego» Мишел Тело                   |

## Результаты
| Соревнования               | 14/15         |
| Международные              | Международные |
| -------------------------- | ------------- |
| Челленджер. Autumn Classic | 6             |
| Национальные               |               |
| Чемпионат России           | 6             |
| Финал Кубка России         | 2             |

| Соревнования       | 16/17         |
| Международные      | Международные |
| ------------------ | ------------- |
| Универсиада        | 5             |
| Национальные       |               |
| Чемпионат России   | 7             |
| Финал Кубка России | 3             |

(с Андреем Депутатом)
| Соревнования                        | 11/12         | 12/13         | 13/14         |
| Международные                       | Международные | Международные | Международные |
| ----------------------------------- | ------------- | ------------- | ------------- |
| Международный кубок Ниццы           |               | 4             |               |
| Международные среди юниоров         |               |               |               |
| Чемпионат мира среди юниоров        | 3             |               |               |
| Финал юниорского Гран-при           |               | 2             | 5             |
| Этапы юниорского Гран-при: Беларусь |               |               | 3             |
| Этапы юниорского Гран-при: Эстония  |               |               | 2             |
| Этапы юниорского Гран-при: Хорватия |               | 3             |               |
| Этапы юниорского Гран-при: США      |               | 2             |               |
| Национальные                        |               |               |               |
| Чемпионаты России                   | 5             | 7             | 5             |
| Первенство России среди юниоров     | 1             | WD            | 3             |

## Личная жизнь
Весной 2016 года Василиса Даванкова вышла замуж за тренера по фигурному катанию Николая Морозова, но в дальнейшем они расстались. Дед — Даванков, Вадим Александрович, химик. Двоюродный брат — Владислав Даванков, вице-спикер Госдумы РФ, член фракции Новые люди.